# Brian Tatler
Brian Tatler (Stourbridge, 25 aprile 1960) è un chitarrista britannico, membro e cofondatore del gruppo musicale Diamond Head.

## Diamond Head
Lavorando inizialmente come meccanico, Tatler è conosciuto per aver fondato i Diamond Head insieme al suo compagno di scuola e batterista del gruppo Duncan Scott. Più tardi reclutarono Sean Harris e Colin Kimberley, rispettivamente nei ruoli di cantante e bassista.
Il gruppo registrò e pubblicò alcuni demo tra il 1977 e il 1979. Nonostante non fossero ancora famosi, il loro sound unico e la qualità delle composizioni permisero di guadagnare abbastanza attenzione nei tour come band di supporto a AC/DC ed Iron Maiden. Anche se molte case discografiche lottarono tra di loro per ingaggiare il gruppo, nessuna di queste erano disposte ad impegnarsi a fondo. Per questo motivo, i Diamond Head si spazientirono e decisero di pubblicare l'album d'esordio Lightning to the Nations tramite la loro etichetta personale, la Happy Face Records. Questo album aveva una copertina totalmente bianca e non presentava nessun titolo (persino la lista tracce non era presente) e questo valse all'album il soprannome di The White Album. Nonostante tutto, l'album presenta molti riff di chitarra ideati dallo stesso Tatler e al riguardo Geoff Burton scrisse sul "Sounds Magazine" che sono presenti più riff in una canzone del White Album che nell'intero primo disco dei Black Sabbath.

## Influenze
Tatler cita gli Scorpions gli UFO e i Rainbow come suoi gruppi ispiratori. Tatler dichiarò che i suoi primi album che acquistò furono Machine Head dei Deep Purple e il secondo album dei Led Zeppelin; dei Led Zeppelin disse che il suo album preferito è Physical Graffiti, in quanto contiene il suo brano preferito Kashmir. Per quanto riguarda la propria tecnica nell'utilizzo della chitarra, disse di essersi ispirato al chitarrista dei Deep Purple Ritchie Blackmore.

## Discografia

### Con i Diamond Head
- 1980 – Lightning to the Nations
- 1982 – Borrowed Time
- 1983 – Canterbury
- 1993 – Death & Progress
- 2005 – All Will Be Revealed
- 2007 – What's in Your Head?

### Con i Radio Moscow
- World Service
- Get a New Life

### Con i Quill
- Out of the Hat
- Privileged
- Back Intact